# Raphaël Ponson
Pour les articles homonymes, voir Ponson (homonymie).
Luc Raphaël Ponson né le 12 mai 1835 à Solliès-Pont (Var) et mort le 31 janvier 1904 à Marseille (Bouches-du-Rhône) est un peintre français.

## Biographie

### Apprentissage
Réputé pour ses paysages de la côte provençale, Raphaël Ponson est le fils d’un décorateur de théâtre qui lui enseigne les rudiments de la peinture. Puis il suit les cours de l'école pratique de dessin de Marseille où il est élève d’Émile Loubon, qui lui enseigne à peindre des paysages dans le respect du ton local. Il se rend à Paris en 1855 et 1856, puis en Italie où il complète sa formation. Il se fixe alors définitivement à Marseille. Il débute au Salon de Marseille en 1852, et au Salon de Paris en 1861 avec La Châtaigneraie aux environs de Chevreuse et Le Château d’If dans la rade de Marseille.

### Œuvres
En 1863, il décore la galerie des appartements privés de la nouvelle préfecture de Marseille. Pour la décoration des salles du premier étage du Muséum d’histoire naturelle du palais Longchamp, Henri-Jacques Espérandieu fait appel à Raphaël Ponson dont « le talent souple et brillant conviendrait parfaitement à l’exécution de ce travail » selon les propos de l’architecte lors de la présentation de la lettre de soumission au conseil municipal. En 1867, il décore les trois salles du premier étage où il peint les sites naturels spectaculaires : chutes du Niagara, Mer de Glace, forêt vierge amazonienne et les grottes basaltiques de Fingal dans une des îles Hébrides. La salle la plus renommée est celle de la Provence, où Ponson représente des paysages différents pour chacune des petites régions de la Provence : Chênes-lièges, châtaigniers et arbousiers pour le Var, oliviers et lauriers roses pour les Bouches-du-Rhône, et mûriers, amandiers et melons pour le Vaucluse.
Il décore par ailleurs le café Rigaud et la pâtisserie Plauchut en haut de la Canebière à Marseille.
Il se spécialise dans la représentation des plages, calanques et rivages marins des environs de Marseille. Pour se distinguer de son frère cadet, Étienne Aimé Ponson, peintre de natures mortes, il ajoute son prénom à son patronyme. Présent dans de nombreuses expositions régionales, il obtient plusieurs récompenses[réf. souhaitée].
L’une des caractéristiques des calanques peintes par Ponson est la représentation de cette nature marine en mouvement qu’il travaille au couteau avec des empâtements irréguliers et l’effet produit, est d’intensifier le mouvement de la mer.
Raphaël Ponson est inhumé à Marseille au cimetière Saint-Pierre (partie ouest, pinède du carré 6) dans le caveau familial où repose déjà son fils Édouard (mort en 1885), dont le portrait en médaillon a été sculpté par Henri-Édouard Lombard. Le peintre Émile Loubon (1809-1863), qui fut son maître, est également inhumé dans cette partie du cimetière.

## Œuvre

### Collections publiques
- Aix-en-Provence, musée Granet : Golfe de Bandol[8].
- Avignon, musée Calvet : L’Anse de la couronne près de Martigues.
- Béziers, musée des Beaux-Arts :
  - Calanque de Port Pin près de Cassis, 1873[9]
  - Le Soir au golfe de Bandol.
- Carcassonne, musée des Beaux-Arts : Bord de mer à Bandol.
- Cassis, musée municipal méditerranéen : Brick italien dans le port de Cassis.
- Digne-les-Bains, musée Gassendi : La Calanque de Sormiou.
- Dijon, musée des Beaux-Arts : Le Château d’If : effet du matin[10].
- Hyères : Bord de côte à Hyères.

- Marseille :
  - musée des Beaux-Arts :
    - Matinée à Sausset[11] ;
    - Cotes de Sormiou[12] ;
    - Marine[13].

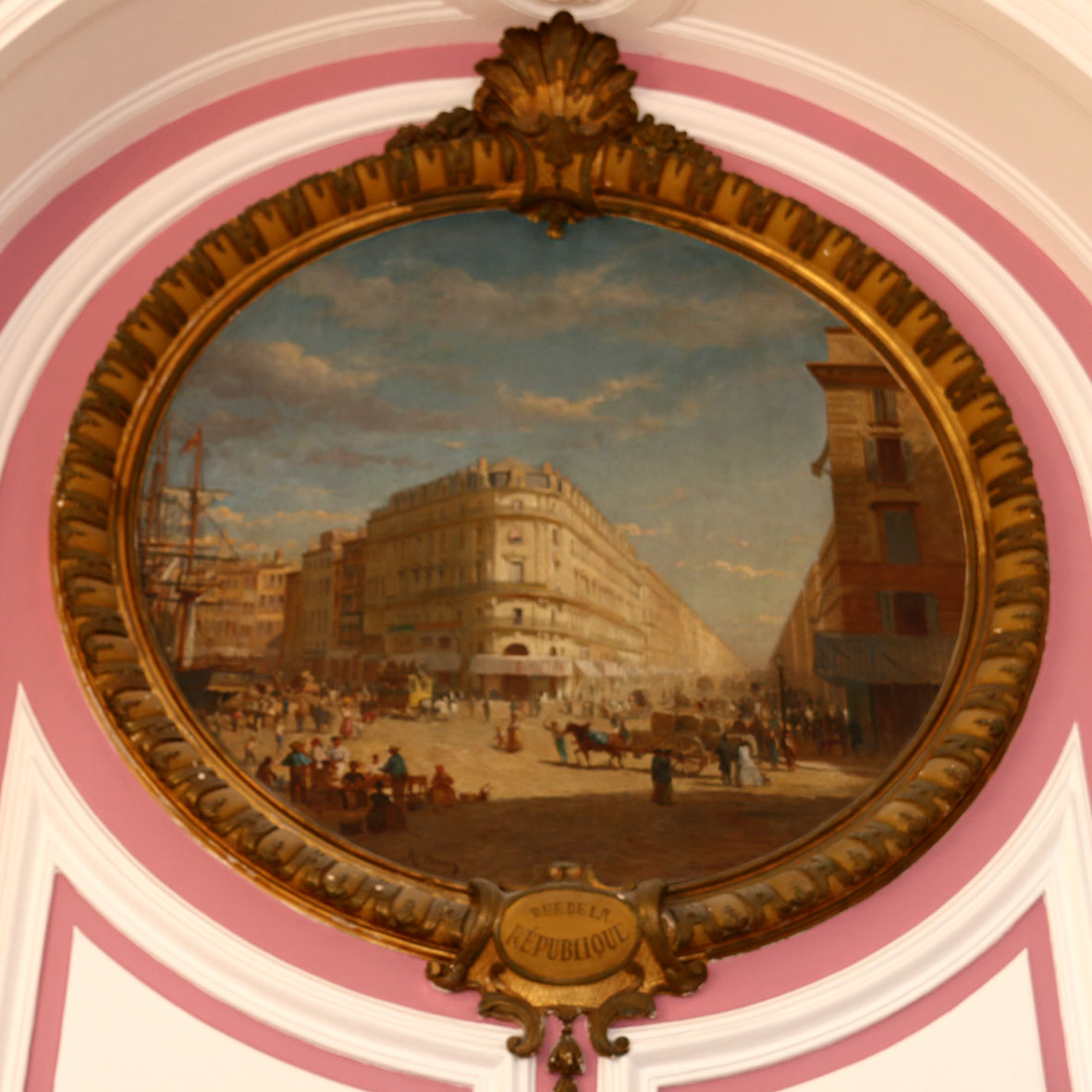
La Rue de la République, Marseille, hôtel de préfecture des Bouches-du-Rhône.

  - musée de la Marine : Navires charbonniers dans le bassin national, 1890.
  - hôtel de préfecture des Bouches-du-Rhône, appartements privés : quatre tableaux circulaires, commandés le 23 mai 1866 par le préfet Charlemagne de Maupas pour décorer une galerie de ses appartements, représentant des quartiers de Marseille :
    - Le Palais Longchamp ;
    - La Rue de la République ;
    - Le Parc Borély ;
    - Le Pharo.

  - Musée Regards de Provence:
    - Plage du Prado par Mistral, huile sur toile, 38 × 62 cm[14]
- Narbonne, musée d'Art et d'Histoire :
  - Vue d’Endoume[15] ;
  - Nid de goélands à la calanque de Port-Miou[16].
- Toulon, musée d'Art :
  - Le Retour des pêcheurs ;
  - Sous-bois à Sainte-Marguerite.
  - Guinguette aux environs de Toulon, avant 1867, huile sur carton], 73 × 146 cm[17]
- Tours, musée des Beaux-Arts : Rochers à Cassis[18].

### Collections privées
- Les Martigues, huile sur toile, 9à × 151 cm[17]

## Expositions
- Du 30 mars au 28 août 2016 : Marseille, Fondation Regards de Provence, Lumière et douceur de Raphaël Ponson[19].

Œuvres de Raphaël Ponson
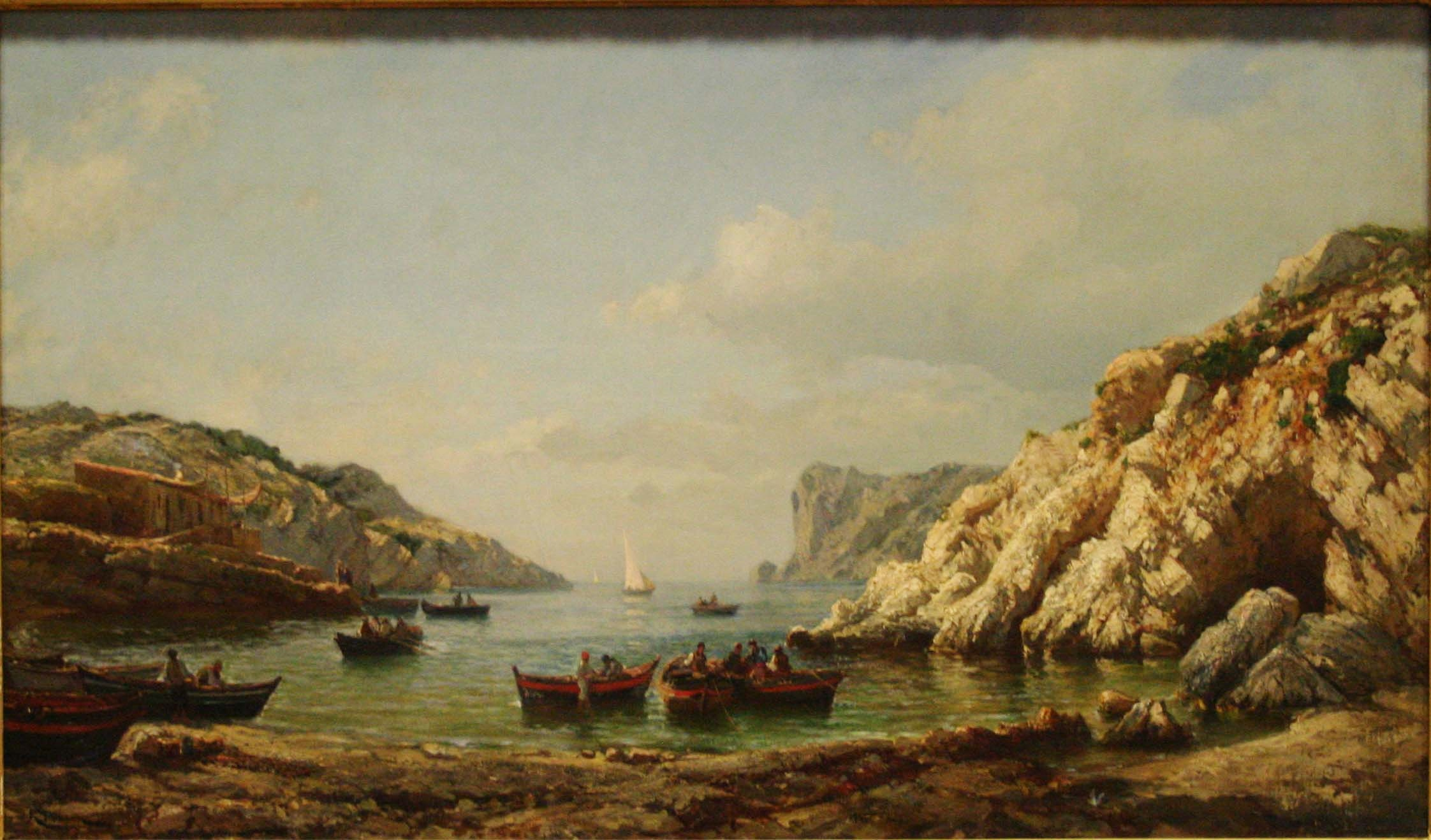
La Calanque de Sormiou, Digne-les-Bains, musée Gassendi.
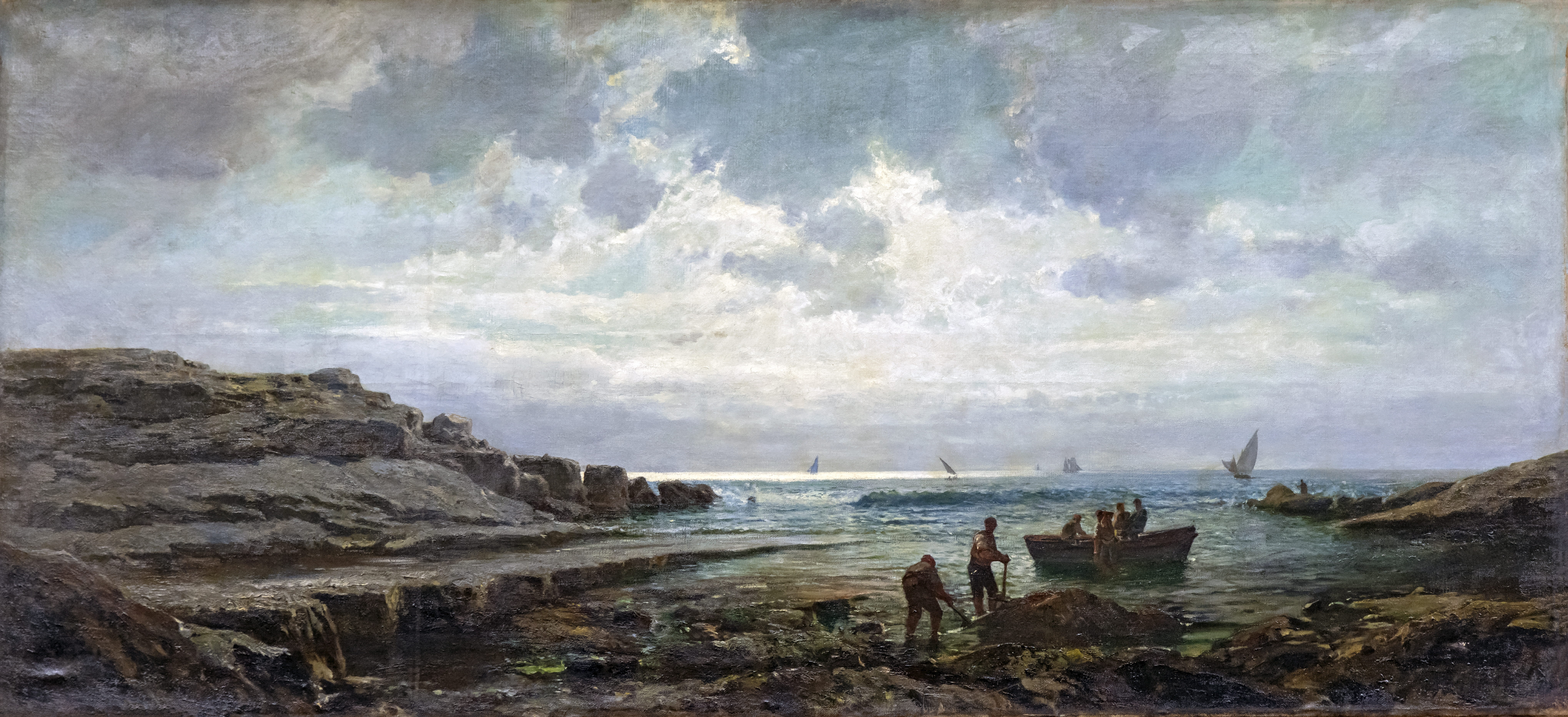
Bord de mer à Bandol, musée des Beaux-Arts de Carcassonne.
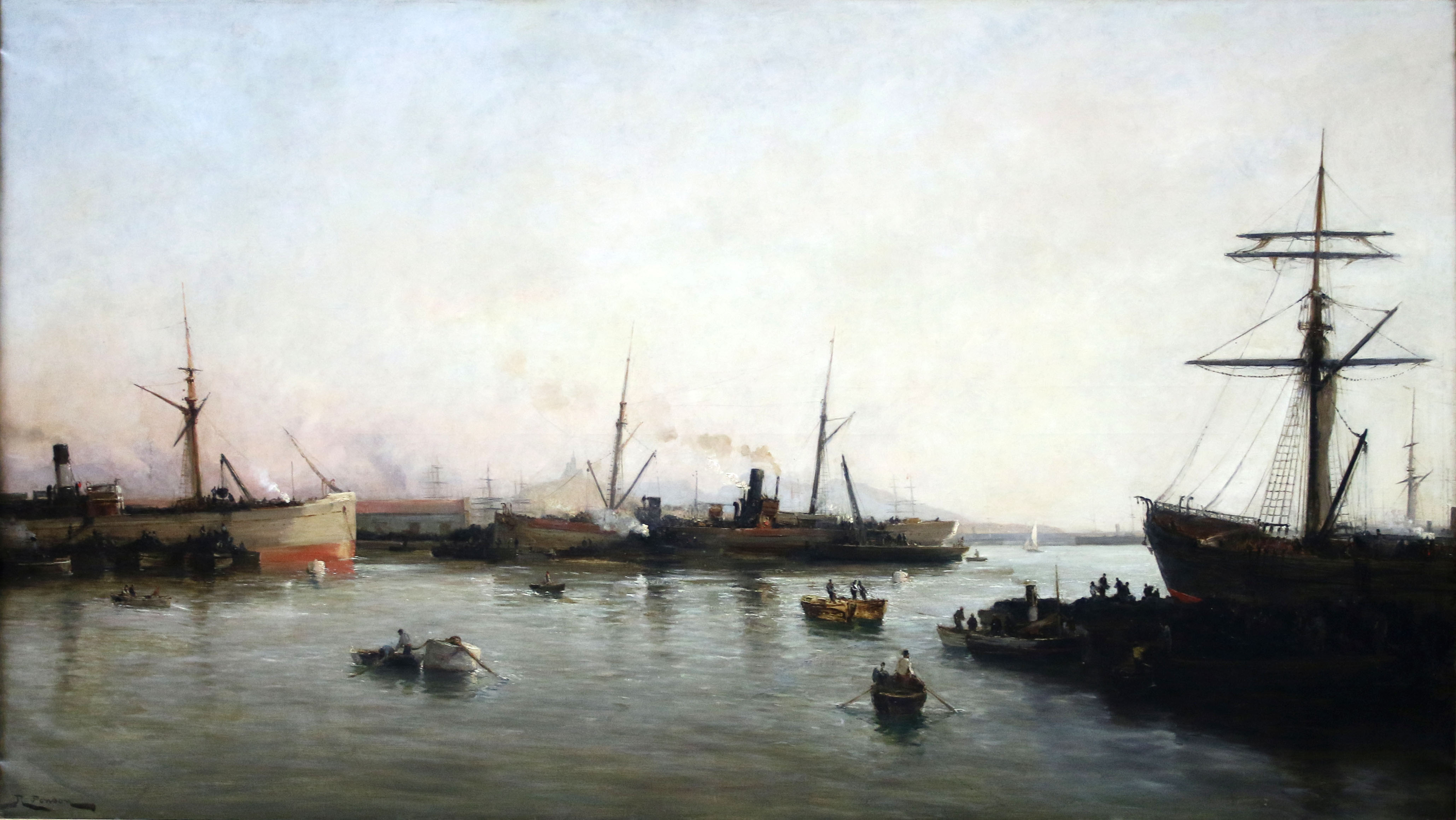
Navires charbonniers dans le bassin national (1890), Marseille, musée de la Marine.
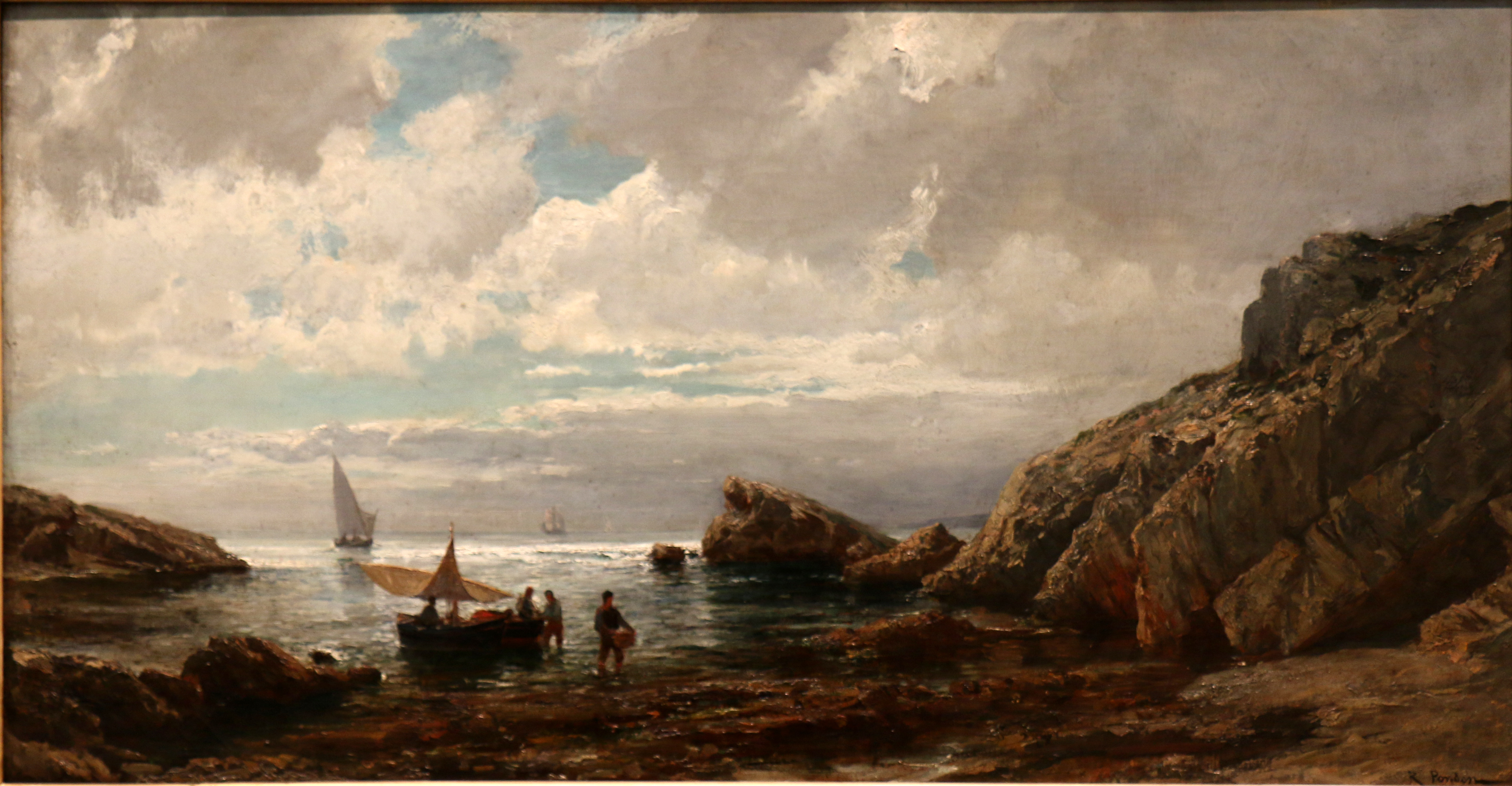
Le Retour des pêcheurs, musée d'Art de Toulon.
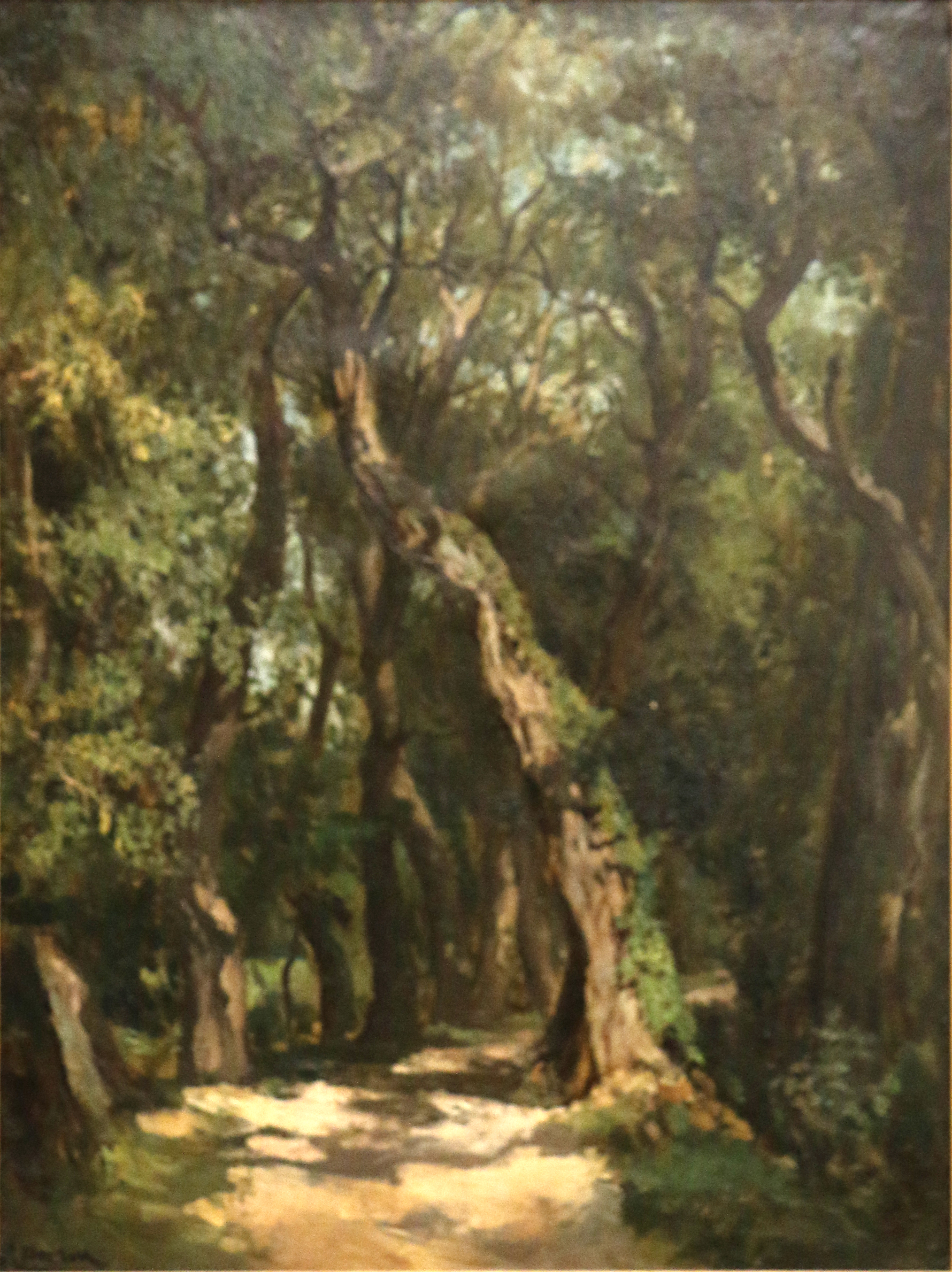
Sous-bois à Sainte-Marguerite, musée d'Art de Toulon.

## Distinction et hommage
Raphaël Ponson est nommé chevalier de la Légion d’honneur en 1896.
Une rue de Marseille porte son nom.